# Nagari Koto Gaek Guguak
Nagari Koto Gaek Guguak is een bestuurslaag in het regentschap Solok van de provincie West-Sumatra, Indonesië. Nagari Koto Gaek Guguak telt 2501 inwoners (volkstelling 2010).